# Juventino Rosas

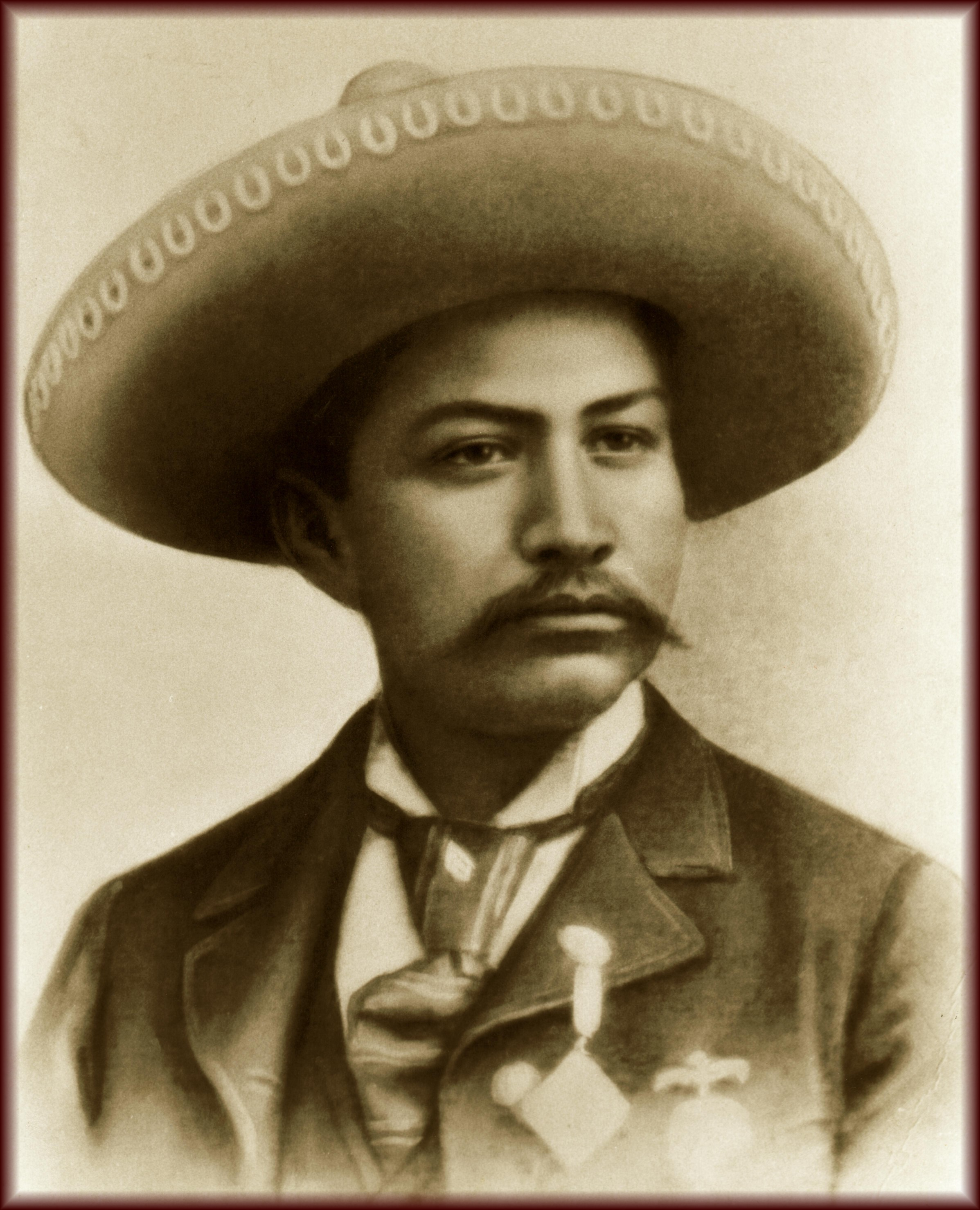
Juventino Rosas 1894

José Juventino Policarpo Rosas Cadenas (ur. 25 stycznia 1868, zm. 9 lipca 1894) – meksykański kompozytor oraz skrzypek.

## Życie i kariera muzyczna
Rosas urodził się w Santa Cruz de Galeana, później nazwane od jego imienia Santa Cruz de Juventino Rosas. Rosas rozpoczął swoją karierę jak muzyk uliczny, grający razem z zespołami tanecznymi w mieście Meksyk. W latach 1884–85 oraz w roku 1888 wstępował do konserwatoriów dwukrotnie opuszczając je bez żadnych egzaminów.
W końcówce lat osiemdziesiątych XIX wieku, Rosas wstąpił do orkiestry wojskowej, a w roku 1891 pracował w Michoacán. W latach 1892–93 przebywał w okolicach Monterrey zanim dołączył do orkiestry w roku 1893 w celu odbycia trasy koncertowej po USA.
W roku 1894 wyjechał na Kubę wraz z włosko-hiszpańskim zespołem, gdzie nabawił się poważnych problemów zdrowotnych, i musiał przebywać w miejscowości Surgidero de Batabanó. W wyniku zapalenia rdzenia kręgowego zmarł tam  wieku zaledwie 26 lat. Piętnaście lat później w roku 1909 jego szczątki zostały przeniesione do Meksyku.
Najbardziej znana kompozycja Rosasa to walc „Sobre las olas” (Ponad falami). Utwór ukazał się w Meksyku w roku 1888. Pozostaje on popularny do dziś jako klasyczny przedstawiciel walca, szczególnie w Stanach Zjednoczonych.
Film z roku 1950 Ponad falami został oparty na jego życiorysie.

## Kompozycje

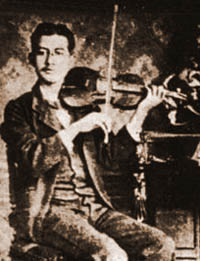
Juventino Rosas (ok. roku 1890)

### Walce
- Sobre las olas (Ponad falami) (1888)

### Polki
- La cantinera (1888, A. Wagner y Levien, Mexico City / Friedrich Hofmeister, Leipzig)
- Carmela (1890, A. Wagner y Levien, Mexico City / Friedrich Hofmeister, Leipzig)
- Ojos negros (1891, A. Wagner y Levien, Mexico City / Friedrich Hofmeister, Leipzig)
- Flores de México (1893, Eduardo Gariel, Saltillo / Robert Forberg, Leipzig)

### Mazurki
- Acuérdate (before 1888, A. Wagner y Levien, Mexico City)
- Lejos de ti (before 1888, H. Nagl. Sucs.)
- Juanita (1890, A. Wagner y Levien Sucs., Mexico City / Friedrich Hofmeister, Leipzig)
- Último adiós (1899, A. Wagner y Levien Sucs., Mexico City / Friedrich Hofmeister, Leipzig)

### Tramblanki
- El sueño de las flores (before 1888, A. Wagner y Levien, Mexico City / Friedrich Hofmeister, Leipzig)
- Floricultura-Schottisch (before 1888, A. Wagner y Levien, Mexico City / Friedrich Hofmeister, Leipzig)
- Lazos de amor (1888, A. Wagner y Levien Sucs., Mexico City / Friedrich Hofmeister, Leipzig)
- Julia (1890, A. Wagner y Levien Sucs., Mexico City / Friedrich Hofmeister, Leipzig)
- Salud y pesetas (1890, A. Wagner y Levien Sucs., Mexico City / Friedrich Hofmeister, Leipzig)
- Juventa (1892, A. Wagner y Levien Sucs., Mexico City / Friedrich Hofmeister, Leipzig)
- El espirituano (1894, Autograph Archivo Provincial de Sancti Spíritus, Kuba)

### Tańce
- A Lupe (1888, A. Wagner y Levien, Mexico City / Friedrich Hofmeister, Leipzig)
- En el casino (1888, A. Wagner y Levien, Mexico City / Friedrich Hofmeister, Leipzig)
- Juanita (1888, A. Wagner y Levien, Mexico City / Friedrich Hofmeister, Leipzig)
- No me acuerdo (1888, A. Wagner y Levien, Mexico City / Friedrich Hofmeister, Leipzig)
- ¡Qué bueno! (1888, A. Wagner y Levien, Mexico City / Friedrich Hofmeister, Leipzig)
- ¿Y para qué? (1888, A. Wagner y Levien, Mexico City / Friedrich Hofmeister, Leipzig)
- Flores de Romana (1893, Eduardo Gariel, Saltillo)